# گروه شفلر
گروه شفلر، (به انگلیسی: Schaeffler Group)، شرکت تولیدی آلمانی می‌باشد، که در سال 1946 توسط برادران شفلر در شهر هرتسوگن‌آوراخ تأسیس شده‌است.
این شرکت، در زمینه تولید انواع یاتاقان‌ها، بلبرینگها و خدمات مرتبط آنها،برای خودرو، هوافضا و صنعت فعالیت می‌کند.
در آلمان برندهای اصلی گروه شفلر عبارتند از FAG، LuK و INA که تحت عنوان گروه شفلر تولید می‌شوند.